# اينزو ليوبولد
اينزو ليوبولد (بالألمانية: Enzo Leopold)‏ هو لاعب كرة قدم ألماني في مركز الوسط، ولد في 23 يوليو 2000 في تسل-آم-هارمرزباخ في ألمانيا. لعب مع SC Freiburg II ‏.

## وصلات خارجية
- اينزو ليوبولد على موقع قاعدة بيانات كرة القدم.إي يو (الإنجليزية)
- اينزو ليوبولد على موقع Soccerway.com (الإنجليزية)
- اينزو ليوبولد على موقع عالم كرة القدم.نت (الإنجليزية)